# Andreas M. Bräu

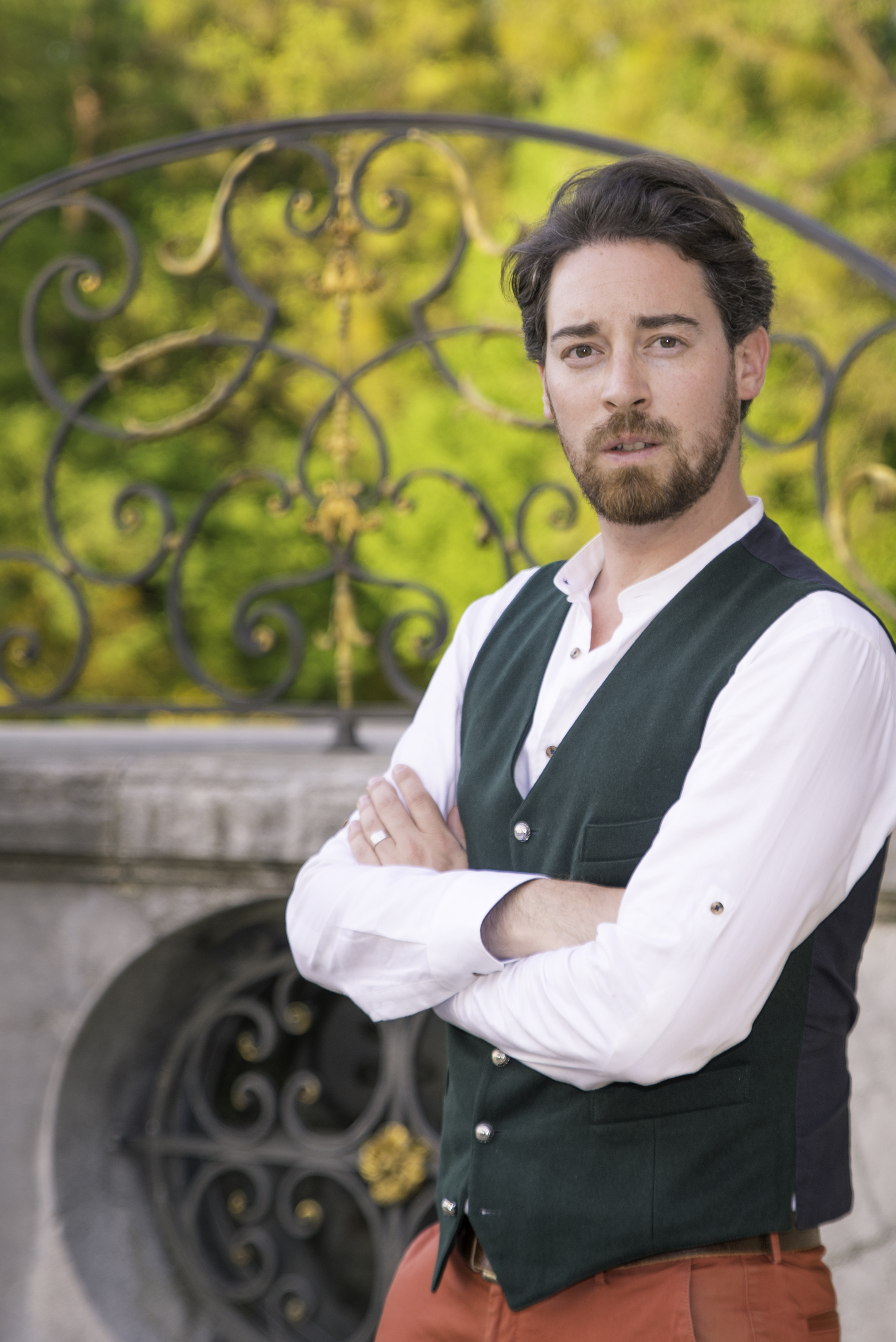
Andreas M. Bräu, 2018

Andreas M. Bräu (* 1986 in Garmisch-Partenkirchen) ist ein deutscher Autor, Schauspieler und Moderator.

## Werdegang

### Schriftsteller
Nach Kurzgeschichten und kürzeren Texten veröffentlichte er 2014 seinen ersten Erzählband Kulinarische Geschichten aus dem Werdenfelser Land. 2015 folgte der erste Reiseführer für den Gmeiner-Verlag Streifzüge durchs Werdenfelser Land. Diesem folgten Das Beste südlich von München (2016) und Donau-Passau-Wien (2020). 2019 veröffentlichte er sein Romandebüt Kavalier im Einbuch Verlag.
Zudem verfasst er Theaterstücke wie die Kriminalkomödie Fremdenzimmer, das Jubiläumsstück für die Schule für Holz und Gestaltung Garmisch-Partenkirchen oder das Schauspiel Luther. Zudem verfasst er regelmäßig Gastbeiträge für Zeitschriften und Zeitungen.
Seit 2021 veröffentlichte Bräu bis Anfang 2024 drei Werke im Allitera Verlag.
Seit seiner Ausbildung am Kleinen Theater Garmisch-Partenkirchen spielt er in Produktionen auf der Bühne und auch vor der Kamera. Unter der Regie von Tatjana Pokorny war er u. a. mit Ladies Night und Die Fledermaus im Oberland und auf Tournee zu sehen. Zuletzt spielte er dort die Hauptrolle des bayerischen Märchenkönigs Ludwig II. 2009 feierte er in München sein Debüt am Staatstheater am Gärtnerplatz in L’elisir d’amore. Seither trat er dort und auf Gastspielen als Darsteller, Tänzer und Schauspielstatist regelmäßig auf und war mit Der Untergang des Hauses Usher für die bayerischen Theatertage in Augsburg eingeladen.
Mehrfach drehte er für die Serie Dahoam is Dahoam des Bayerischen Rundfunks, für Dokus im öffentlichen und privaten Fernsehen, fürs japanische TV und diverse Produktionsfirmen wie Tango Film, Kabel eins etc.

### Moderator
Seit 2019 tritt er regelmäßig als Joseph von Fraunhofer für die Fraunhofer-Gesellschaft als historische Verkörperung des Namensgebers in Deutschland und Italien auf. Zudem nahm er eine Hörbiografie als Podcast zu Fraunhofer auf. Er moderiert Lesungen eigener und fremder literarischer Texte, politische Diskussionen und tritt seit vier Jahren als Fastenprediger in der Rolle des Pater Andreas in Partenkirchen als politischer Kabarettist auf.
Im Advent 2020 organisierte er das Werdenfelser Künstlerbündnis, um mit Unterstützung des Marktes Garmisch-Partenkirchen und des Garmisch-Partenkirchner Tagblattes die Werdenfelser Weihnacht zu organisieren und zu moderieren.
Seit 2016 arbeitet Bräu als Lehrer. Am Wilhelm-Hausenstein-Gymnasium in München unterrichtet er Deutsch, Geschichte, Politik und Theater und engagiert sich für das Andenken für den Schulpatron Wilhelm Hausenstein.